# Liste d'accidents aériens en 2016
Pour un article plus général, voir Liste de listes d'accidents aériens.
Liste d'accidents et incidents aériens non exhaustive en 2016 :

## Janvier
- Le 27 janvier 2016, un hélicoptère s'écrase dans le sud du Kazakhstan, faisant cinq morts dont un bébé malade. L'appareil, un MD 600 avait décollé depuis la petite ville d'Oucharal, dans l'Oblys d'Almaty pour rallier Taldykorgan[1].

## Février
- Le 2 février 2016, un Airbus A321 avec 74 passagers et 7 membres d'équipage assurant le Vol 3159 Daallo Airlines reliant Mogadiscio à Djibouti subit 5 minutes après son décollage, une explosion dans la cabine passagers faisant 1 mort et 2 blessés, à la suite d'un attentat à la bombe, mais l'avion a réussi à faire demi-tour et à atterrir à Mogadiscio[2].
- Le 10 février 2016, un avion militaire s'écrase en Birmanie peu après son décollage de la capitale Naypyidaw. Il a pris feu et quatre des cinq occupants de l'appareil sont morts[3].
- Le 10 février 2016, un petit avion militaire s'écrase dans une maison sur l'île de Java, en Indonésie, tuant le pilote et deux civils à l'intérieur du bâtiment[4].
- Le 24 février 2016, au Népal, un avion assurant le vol 193 Tara Air s'écrase avec 23 personnes à bord, dont deux enfants. Le contrôle aérien a perdu le contact avec l'avion, un Twin Otter, huit minutes après son décollage de la localité de Pokhara à destination de Jomsom, une localité himalayenne. Il n'y a aucun survivant[5],[6].

## Mars
- Le 15 mars 2016, un avion de l'armée équatorienne avec 22 passagers à bord dont 19 parachutistes s'écrase dans la province de Pastaza en Amazonie. Il n'y a aucun survivant.
- Le 19 mars 2016, un B737 de Flydubai, le vol fz981, qui a décollé de Dubaï (Émirats arabes unis) s'écrase lors de son atterrissage à l'aéroport de Rostov-sur-le-Don. Parmi les 55 passagers et les 7 membres d'équipage, personne n'a survécu. L'accident serait dû à des erreurs de pilotage et à de mauvaises conditions météorologiques[7].
- Le 25 mars 2016, 9 personnes sont tuées dans le crash d'un hélicoptère des urgences médicales survenu dans le Sud de l'Iran[8].
- Le 27 mars 2016, 12 militaires sont tués dans le crash d'un hélicoptère de type Mi-171 des forces aériennes algériennes lors d'une mission de reconnaissance près de Reggane en Algérie[9].
- Le 29 mars 2016, 6 morts dans l'écrasement d'un avion de tourisme sur l'archipel des îles de la Madeleine au Canada[10].

## Avril
- Le 29 avril 2016, le vol 241 CHC Helikopter Service (en), un hélicoptère EC225 Super Puma de la compagnie CHC Helikopter Service (en), assurant une liaison entre la plate-forme pétrolière Gullfaks B du champ pétrolifère de Gullfaks en mer du Nord et l'aéroport de Bergen (Norvège) s'est écrasé. Aucun survivant sur les 11 passagers et 2 membres d'équipage[11].

## Mai
- Le 18 mai 2016, écrasement d'un Antonov An-12 de Silk Way Airlines (en). Un Antonov An-12 cargo de la compagnie Silk Way Airlines, reliant l'aéroport de Camp Dwyer (en) (Afghanistan) à l'aéroport de Mary (Turkménistan) s'est écrasé peu après son décollage. 2 survivants sur les 9 occupants.
- Le 19 mai 2016, le vol 804 EgyptAir, un Airbus A320 de la compagnie EgyptAir, assurant la liaison entre l'aéroport de Paris-Charles-de-Gaulle (France) et l'aéroport international du Caire (Égypte) s'est abimé en mer Méditerranée. Aucun survivant sur les 56 passagers et 10 membres d'équipage.
- Le 20 mai 2016, un hélicoptère de la gendarmerie s'écrase à Cauterets dans les Hautes-Pyrénées avec 4 gendarmes à bord. Ils sont tous morts[12].

## Juillet
- Le 5 juillet 2016, en Turquie, un hélicoptère militaire avec à son bord 14 militaires s'écrase pour une raison encore inconnue dans la province de Giresun, dans le nord-est du pays, ont rapporté les chaînes de télévision locales. Six morts sont à déplorer selon le dernier bilan[13].
- Le 22 juillet 2016, disparition d'un Antonov An-32 de l'Indian Air Force (en) Un Antonov An-32 de l'Indian Air Force, reliant la base aérienne de Tambaram (en) (Inde) à l'aéroport international de Veer Savarkar, Port Blair (Inde), a disparu au-dessus du golfe du Bengale. L'épave n'a pas été retrouvée. Les 29 occupants sont présumés morts.
- Le 30 juillet 2016, accident de montgolfière de Maxwell. Une montgolfière de type Kubicek BB85Z s'est écrasée à Maxwell au Texas, États-Unis. Aucun survivant sur les 16 personnes à bord[14].

## Août
- Le 3 août 2016, le vol 521 Emirates, un Boeing 777 de la compagnie Emirates, assurant la liaison entre l'aéroport international de Trivandrum (Inde) et l'aéroport international de Dubaï (Émirats arabes unis) s'est écrasé. L'appareil s'est écrasé lors de son atterrissage à Dubaï. Sur les 300 occupants, on compte 24 blessés ; ainsi que 1 mort et 8 blessés parmi les pompiers[15].
- Le 5 août 2016, un Boeing 737 de la compagnie ASL Airlines affrété par DHL est sortie de piste à l'aéroport de Bergame en raison d'une pluie violente. Les trois membres d'équipage ont survécu. L'appareil est détruit.

## Septembre
- Le 6 septembre 2016, à Skopje en Macédoine, un avion privé en provenance de Trévise en Italie et à destination de Pristina au Kosovo s'écrase faisant six morts[16].

## Octobre
- Le 21 octobre 2016, écrasement d'un Mi-8 de Skol Airlines en Sibérie (en). L'hélicoptère Mil Mi-8 de la compagnie Skol Airlines (en) effectuait une liaison entre la ville de Krasnoïarsk et le gisement d'hydrocarbures de Vankor, en Sibérie. Il s'est écrasé à proximité de la ville de Novy Ourengoï. L'appareil transportait au moins 22 passagers et membres d'équipage, dont 19 sont décédés[17].
- Le 24 octobre 2016, écrasement d'un Fairchild Merlin à Malte (en). Un Fairchild SA227 Merlin IV s'est écrasé lors de son décollage de l'aéroport international de Malte. L'appareil devait effectuer un vol de surveillance à proximité de la Libye pour le compte du gouvernement français. Aucun survivant sur les 5 occupants[18].

## Novembre
- Le 14 novembre 2016, un MiG-29KUB du 100e régiment d'aviation de chasse embarqué après que celui-ci se soit abîmé en Méditerranée orientale[19]. L'avion revenait d'une mission de reconnaissance au-dessus de la Syrie et devait se poser sur le porte-avions Amiral Kouznetsov. Le pilote a réussi à s'éjecter, et a été récupéré sain et sauf[20].
- Le 28 novembre 2016, le vol 2933 LaMia Airlines, un Avro RJ-85 de la compagnie LaMia, en provenance de l'aéroport international de Viru Viru (Bolivie) et à destination de l'aéroport international José María Córdova (Colombie), s'est écrasé peu avant sa destination finale. Le vol transportait notamment une équipe de football brésilienne. Sur les 77 passagers et membres d'équipage, seuls 6 occupants ont survécu[21].

## Décembre
- Le 7 décembre 2016, le vol 661 Pakistan International Airlines, un ATR 42 de la compagnie Pakistan International Airlines, en provenance de l'aéroport de Chitral (en) (Pakistan) et à destination de l'aéroport international Benazir Bhutto (Pakistan), s'est écrasé à proximité de la ville d'Abbottabad. L'appareil transportait 42 passagers et 5 membres d'équipage. Il n'y a aucun survivant.
- Le 18 décembre 2016, écrasement d'un Lockheed C-130 Hercules de l'Armée de l'air indonésienne (en). Un Lockheed C-130 Hercules de l'Armée de l'air indonésienne reliant l'aéroport de Timika à l'aéroport de Wamena (en) s'est écrasé peu avant son atterrissage. Aucun survivant sur les 13 occupants.
- Le 19 décembre 2016, en Russie, un avion Iliouchine Il-18 se pose d'urgence à une trentaine de kilomètres d'un aérodrome des environs de la petite ville portuaire de Tiksi, au bord de l'océan glacial Arctique. Les 32 occupants de l'appareil sont blessés dont 16 dans un état grave[22].
- Le 20 décembre 2016, le vol 4544 Aerosucre (en), un avion-cargo Boeing 727-200 de la compagnie colombienne Aerosucre, reliant l'aéroport Germán-Olano (Colombie) à l'aéroport El Dorado (Colombie) s'est écrasé quelques instants après son décollage. L'appareil a dépassé l'extrémité de la piste en arrachant une clôture puis a heurté divers obstacles avant de réussir à s'élever dans les airs pendant quelques instants, avant de s'écraser à quelques kilomètres de l'aéroport. Sur les 6 membres d'équipage, on ne compte qu'un seul survivant[23],[24].
- Le 25 décembre 2016, accident aérien du Tupolev Tu-154 russe en 2016. Un Tupolev Tu-154 des Forces armées russes en provenance de l'aéroport de Sotchi (Russie) et à destination de la base aérienne de Hmeimim (Syrie) s'est écrasé en mer Noire peu après son décollage. L'appareil transportait notamment un chœur de l'Armée rouge. Aucun survivant sur les 84 passagers et 8 membres d'équipage[25].